# Mishima (Shizuoka)
Mishima (Japans: 三島市, Mishima-shi) is een Japanse stad in de prefectuur Shizuoka. Begin 2010 bedroeg de oppervlakte van deze stad 62,13 km² en telde de stad ongeveer 111.500 inwoners. De stad ligt op het schiereiland Izu.

## Geschiedenis
In de Edoperiode was Mishima een halteplaats aan de Tokaido. Op 29 april 1941 werd het een stad (shi).

## Verkeer
Mishima ligt aan de Tokaido Shinkansen en de Tokaido-lijn van de Central Japan Railway Company en aan de Sunzu-lijn van de Izu Hakone Spoorwegen.
Mishima ligt aan de Tomei-autoweg en aan de nationale autowegen 1 en 136.

## Stedenband
Mishima heeft een stedenband met
- Pasadena (Californië), Verenigde Staten, sinds 24 juli 1957
- New Plymouth, Nieuw-Zeeland, sinds 29 april 1991
- Lishui, Volksrepubliek China, sinds 12 mei 1997

## Aangrenzende steden
- Numazu
- Susono

## Geboren in Mishima
- Makoto Ooka (大岡信, Ōoka Makoto), dichter en literatuurcriticus
- Yukiko Sakamoto (坂本 由紀子, Sakamoto Yukiko), politicus van de LDP
- Naohiro Takahara (高原 直泰, Takahara Naohiro), voetballer